# Cai Yuanpei
Cai Yuanpei, född 11 januari 1868 i Shaoxing, Zhejiang
, död 5 mars 1940 i Hongkong, var en kinesisk pedagog, politiker och inflytelserik rektor vid Pekinguniversitetet.
Cai klarade alla kejserliga examina som mycket ung och blev vid en ålder av 26 år ledamot av det kejserliga Hanlinakademin, en av kejsarimperiets mest prestigefyllda institutioner. 1898 var han verksam inom det nationella utbildningsväsendet och var bland annat lärare vid dåvarande Nanyangs allmänna läroverk.
1904 deltog han och andra revolutionära aktivister från hemprovinsen Zhejiang i grundandet av den revolutionära organisationen Guangfuhui, "Sällskapet för att återupprätta Kina".  Följande år deltog han i grundandet av  Tongmenghui, vilket var en koalition av tre revolutionära grupper som hade som mål att störta Qingdynastin.
Från och med 1907 studerade han filosofi, psykologi och konsthistoria vid Universitetet i Leipzig under bland andra Karl Lamprecht. Efter Xinhairevolutionen utsågs han till undervisningsminister för Republiken Kina i januari 1912, men drog sig ur regeringen under Yuan Shikais presidentskap. Han begav sig senare till Tyskland och därefter vidare till Frankrike.
Efter Yuans död 1916 återvände Cai till Kina och utnämndes året efter till rektor för Pekinguniversitetet, vilket han förblev fram till 1922. Som rektor verkade han för att universitetet skulle bli ett modernt forskningsuniversitet efter tysk modell och han anställde en rad framstående kinesiska intellektuella som Chen Duxiu och Li Dazhao. När Fjärde maj-rörelsen bröt ut våren 1919 blev Cai en av förgrundsfigurerna på grund av sina progressiva åsikter.
1927 var han en av grundarna till den nationella musikhögskola som senare gav upphov till Shanghais musikkonservatorium. När Chiang Kai-shek etablerade den nya centralregeringen i Nanking slöt han sig till den nya regeringen och höll en rad positioner. Till exempel blev han i april 1928 den förste chefen för Academia Sinica. Cai blev dock desillusionerad med Chiangs autokratiska styre och vad han uppfattade oförmåga att stå upp mot den japanska imperialismen, och i början på 1930-talet lämnade han sin tjänst för Kuomintang-regeringen och framträdde som en av Chiangs främste kritiker. 1937 lämnade han Shanghai och bosatte sig i Hongkong, där han förblev till sin död.